# Пакія
Пакія (рум. Pachia) — село у повіті Ковасна в Румунії. Входить до складу комуни Братеш.
Село розташоване на відстані 154 км на північ від Бухареста, 25 км на схід від Сфинту-Георге, 43 км на північний схід від Брашова.

## Населення
За даними перепису населення 2002 року у селі проживали 323 особи.
Національний склад населення села:
| Національність | Кількість осіб | Відсоток |
| -------------- | -------------- | -------- |
| угорці         | 315            | 97,5%    |
| румуни         | 8              | 2,5%     |

Рідною мовою назвали:
| Мова      | Кількість осіб | Відсоток |
| --------- | -------------- | -------- |
| угорська  | 315            | 97,5%    |
| румунська | 8              | 2,5%     |